# Лунден, Джоан
Джоан Лунден (род. 19 сентября 1950 года) — американская журналистка, автор и телевизионная хозяйка. Она была соведущей/со-хозяйкой АВС Good Morning America (GMA) с 1980 по 1997 года и является автором 8 книг. Лунден появилась на программе Биографии и Канале Биографии.
Джоан окончила Университет Sacramento State University и была удостоена диплома и степени в области искусств. Также она изучала испанский язык и антропологию в Университете de Las Americas в Мехико.
Карьеру начала в Сакраменто, в Калифорнии, где она работала на телевидении и радио.
Джоан — обладательница различных наград. Помимо прочего, она была премирована почетной наградой за достижения в области телевидения и радиовещания.
- Spirit of Achievement Award, Albert Einstein College
- National Women's Political Caucus Award
- New Jersey Division of Civil Rights Award
- Baylor University Outstanding Woman of the Year
- YWCA Outstanding Woman's Award
- Matrix Award, New York Women in Communications, 1991

## Книги
- Growing up Healthy: Protecting your child now through Adulthood
- Joan Lunden's Healthy Living
- Joan Lunden's Healthy Cooking
- Wake Up Calls: Making the Most Out of Every Day (Regardless of What Life Throws You)  - ISBN 0-07-136126-X
- A Bend in the Road is not the End of the Road: 10 Positive Principles For Dealing With Change - ISBN 0-688-16083-2
- Mother's Minutes
- Your Newborn Baby
- Good Morning I'm Joan Lunden
- Exercise Video: Workout America